# グッドヒル
グッドヒルは、鳥取県鳥取市にある紳士服メーカーである。社名は創業者の姓である「吉岡」に因む（英語の直訳で吉＝GOOD、岡＝HILL）。

## 沿革
- 1961年 鳥取市の企業誘致の一環として三物本社工場設立
- 1964年 社名をエフワン鳥取工場に変更
- 1966年 当時の皇太子明仁親王と皇太子妃美智子が工場を見学する
- 1967年 社名を鳥取エフワンに変更
- 1969年 浜村アパレル設立
- 1977年 エフワンから独立
- 1981年 大阪市でグッドヒル販売設立
- 1984年 ハイテクノ設立
- 1989年 岩美町で岩美アパレル設立
- 1990年 八頭町で郡家アパレル設立
- 1991年 海外進出の一環として北京で北京鳥取愛服王服装有限公司設立
- 1992年 鳥取市吉成に新本社と工場完成
- 1993年 社名をグッドヒルに変更
- 2001年 エフワンを傘下に収める
- 2005年 北京鳥取愛服王服装有限公司の新工場完成
- 2011年 株式公開買付け (TOB) によりエフワンを完全子会社化とする
- 2012年 浜村アパレル、郡家アパレル、岩美アパレルをグッドヒルに合併

## 企業データ
- 設立 1961年10月23日
- 決算期 7月31日
- 資本金 1億円
- 本社 鳥取市

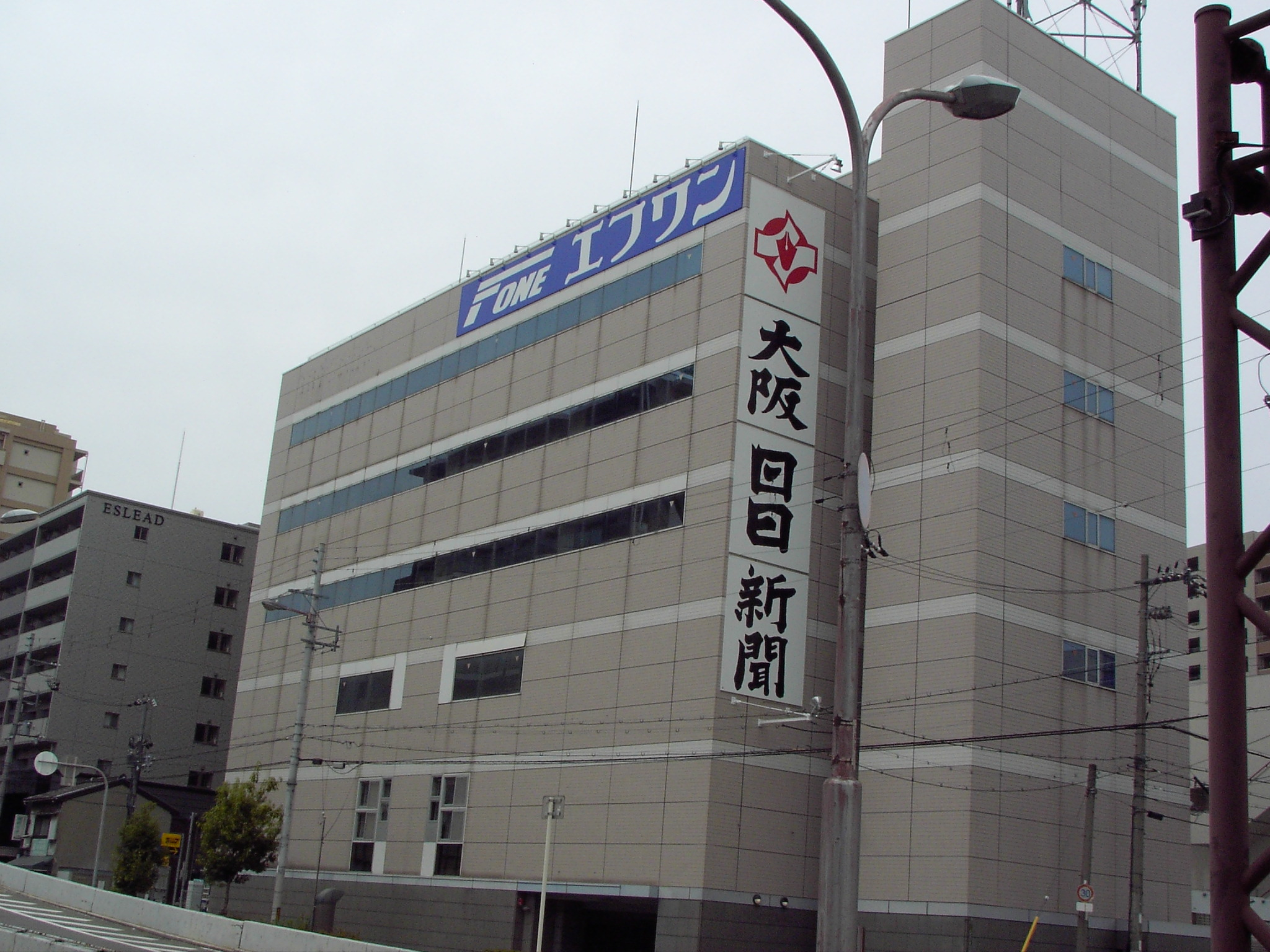
グッドヒル大阪支店（大阪市北区中津）

- 支店 大阪市、東京都港区、名古屋市、福岡市、札幌市
- 営業所 広島市、仙台市
- 直営販売店 鳥取店（新日本海新聞社ビル1F）、湖山店、米子店